# Побачення наосліп (фільм, 1987)
Поба́чення нао́сліп (англ. Blind Date) — американська комедія 1987 року.

## Сюжет
Волтер Девіс, службовець однієї з американських компаній і трудоголік, у якого практично немає ніякого особистого життя, повинен запросити на урочистий прийом з нагоди приїзду крупного японського представника якусь пристойну дівчину. Його брат Тед радить познайомитися з чарівною Надею Гейтс, але попереджає що б той не дозволяв їй вживати алкоголь. Волтер, побачивши Надю, відразу забуває про всі настанови — і це йому дорого обходиться.

## У ролях
- Кім Бейсінґер — Надя Ґейтс
- Брюс Вілліс — Волтер Девіс
- Джон Ларрокетт — Девід Бедфорд
- Вільям Деніелс — суддя Гарольд Бедфорд
- Джордж Коу — Гаррі Ґруен
- Марк Блум — Денні Ґордон
- Філ Гартман — Тед Девіс
- Стефані Ферасі — Сьюзі Девіс
- Еліс Герсон — Мюріель Бедфорд
- Грем Старк — Джордан Батлер
- Джойс Ван Паттен — мати Наді
- Джині Еліас — секретар Волтера
- Герб Тенні — священик
- Джорганн Джонсон — місіс Груен
- Саб Сімоно — містер Якамото
- Момо Ясіма — місіс Якомото